# Bizepssehnenluxation
Die Bizepssehnenluxation ist eine seltene orthopädische Erkrankung beim Hund, bei der sich die lange Ursprungssehne des Musculus biceps brachii aus der Rinne zwischen den beiden Höckern des Oberarmknochens (Sulcus intertubercularis) nach innen (medial) verlagert. Die Ursache ist nicht geklärt, meist ist eine Ruptur des querverlaufenden Haltebandes (Ligamentum transversum humeri) zu beobachten.
Die Bizepssehnenluxation tritt vor allem bei sportlich genutzten Hunden größerer Rassen auf – vor allem beim Deutschen Schäferhund und Greyhound – und zeigt sich in einer leichten Stützbeinlahmheit. Bei der Lahmheitsuntersuchung zeigt sich bei Beugung des Schultergelenks und gleichzeitiger Streckung des Ellbogengelenks meist ein Klickgeräusch und zudem eine Krepitation an der vorderen Innenseite des Schultergelenks. Die verlagerte Sehne kann dabei eventuell ertastet werden. Röntgenologisch sind keine Veränderungen nachweisbar, so dass die Diagnose klinisch zu stellen ist.
Therapeutisch wird eine Naht oder ein Ersatz des querverlaufenden Haltebandes mit Nahtmaterial oder Polypropylen-Netzen durchgeführt. Nach der Operation sollte eine Woche eine Velpeau-Schlinge angelegt werden. Die Prognose ist gut.